# Filmjahr 1959
Liste der Filmjahre

◄◄ | ◄ | 1955 | 1956 | 1957 | 1958 | Filmjahr 1959 | 1960 | 1961 | 1962 | 1963 | ► | ►►

Weitere Ereignisse

## Ereignisse
- 29. Januar: Der Zeichentrickfilm Sleeping Beauty (Dornröschen) der Walt Disney Company mit der Musik von Pjotr Iljitsch Tschaikowski hat seine Uraufführung in den USA.
- Im März kommt Marilyn Monroes erfolgreichster Film Manche mögen’s heiß in die US-amerikanischen Kinos. Der Film wurde im Jahr 2000 vom American Film Institute zur besten amerikanischen Komödie aller Zeiten gekürt.
- 6. April: Der Musicalfilm Gigi wird bei der 31. Oscarverleihung in allen neun Kategorien, in denen er nominiert worden war, ausgezeichnet und gehört damit zu den erfolgreichsten Filmen bei einer Oscarverleihung.
- 10. Juni: In Frankreich hat der unter der Regie von Alain Resnais gedrehte Film Hiroshima, mon amour Premiere, einer der ersten Vertreter der französischen Nouvelle Vague.
- Im Juni kommt Plan 9 aus dem Weltall (Regie: Ed Wood) in die Kinos. In einer Leserumfrage für das Buch The Golden Turkey Awards wurde diese Produktion zum „schlechtesten US-Film aller Zeiten“ gewählt.
- Am 18. November 1959 kommt Ben Hur in die Kinos. Im Folgejahr ist dieser unter der Regie von William Wyler entstandene Monumentalfilm bei der Oscar-Verleihung in 11 Kategorien erfolgreich.
- Am 12. September wird in den USA von der NBC die erste Folge der Fernsehserie Bonanza ausgestrahlt.
- The Three Stooges drehen ihren 180. und letzten Kurzfilm Sappy Bullfighters.
- Sieger der BRAVO Otto Leserwahl 1959:
  - Kategorie – Filmstar männlich: Gold O. W. Fischer, Silber Peter Kraus, Bronze Hardy Krüger
  - Kategorie – Filmstar weiblich: Gold Ruth Leuwerik, Silber Romy Schneider, Bronze Sabine Sinjen

## Erfolgreichste Filme

### Top 10 in Deutschland
Die zehn erfolgreichsten Filme an den deutschen Kinokassen nach Besucherzahlen:
| Platz |                                  | Besucher   |
| ----- | -------------------------------- | ---------- |
| 1.    | Freddy unter fremden Sternen     | 10.212.000 |
| 2.    | Und ewig singen die Wälder       | 10.009.000 |
| 3.    | Freddy, die Gitarre und das Meer | 9.381.000  |
| 4.    | Die Brücke                       | 9.197.000  |
| 5.    | Buddenbrooks 1. Teil             | 9.000.000  |
| 6.    | Das indische Grabmal             | 8.183.000  |
| 7.    | Der Tiger von Eschnapur          | 7.932.000  |
| 8.    | Hunde, wollt Ihr ewig leben?     | 7.715.000  |
| 9.    | Buddenbrooks 2. Teil             | 7.500.000  |
| 10.   | Geschichte einer Nonne           | 6.450.000  |

### Top 10 in den USA
Die zehn erfolgreichsten Filme an den US-amerikanischen Kinokassen nach Einspielergebnis.
| Platz | Filmtitel                 | Einspielergebnis in US-Dollar |       |
| ----- | ------------------------- | ----------------------------- | ----- |
| 1.    | Ben Hur                   | 36.000.000                    | [ 2 ] |
| 2.    | The Shaggy Dog            | 9.600.000                     | [ 3 ] |
| 3.    | Operation Petticoat       | 9.321.555                     | [ 4 ] |
| 4.    | Some Like It Hot          | 8.127.835                     | [ 4 ] |
| 5.    | Pillow Talk               | 7.669.713                     | [ 4 ] |
| 6.    | Imitation of Life         | 6.417.807                     | [ 4 ] |
| 7.    | Suddenly, Last Summer     | 6.375.000                     | [ 4 ] |
| 8.    | Rio Bravo The Nun’s Story | 5.750.000                     | [ 4 ] |
| 9.    | North by Northwest        | 5.740.000                     | [ 5 ] |
| 10.   | Anatomy of a Murder       | 5.500.000                     | [ 2 ] |

## Filmpreise

### Golden Globe Award
Am 5. März werden im Cocoanut Grove in Los Angeles die Golden Globe verliehen.
- Bestes Drama: Flucht in Ketten von Stanley Kramer
- Bestes Musical: Gigi von Vincente Minnelli
- Beste Komödie: Die tolle Tante von Morton DaCosta
- Bester Schauspieler (Drama): David Niven in Getrennt von Tisch und Bett
- Beste Schauspielerin (Drama): Susan Hayward in Laßt mich leben
- Bester Schauspieler (Musical/Drama): Danny Kaye in Jakobowsky und der Oberst
- Beste Schauspielerin (Musical/Komödie): Rosalind Russell in Die tolle Tante
- Bester Regisseur: Vincente Minnelli für Gigi
- Cecil B. DeMille Award: Maurice Chevalier

### Academy Awards
Die Oscarverleihung findet am 6. April im RKO Pantages Theatre in Los Angeles statt.
- Bester Film: Gigi von Vincente Minnelli
- Bester Hauptdarsteller: David Niven in Getrennt von Tisch und Bett
- Beste Hauptdarstellerin: Susan Hayward in Laßt mich leben
- Bester Regisseur: Vincente Minnelli für Gigi
- Bester Nebendarsteller: Burl Ives in Weites Land
- Beste Nebendarstellerin: Wendy Hiller in Getrennt von Tisch und Bett
- Bestes Drehbuch nach einer literarischen Vorlage: Alan Jay Lerner für Gigi
- Beste Musik: Dimitri Tiomkin für Der alte Mann und das Meer
- Bester fremdsprachiger Film: Mein Onkel von Jacques Tati
- Ehrenoscar für sein Lebenswerk: Maurice Chevalier

Vollständige Liste der Preisträger

### Internationale Filmfestspiele von Cannes 1959
Das Festival in Cannes findet vom 30. April bis zum 15. Mai statt. Die Jury wählt folgende Preisträger aus:
- Goldene Palme: Orfeu Negro von Marcel Camus
- Bester Schauspieler: Dean Stockwell, Bradford Dillman und Orson Welles in Der Zwang zum Bösen
- Beste Schauspielerin: Simone Signoret in Der Weg nach oben
- Bester Regisseur: François Truffaut für Sie küßten und sie schlugen ihn
- Großer Preis der Jury: Sterne von Konrad Wolf

### Internationale Filmfestspiele Berlin 1959
Das Festival in Berlin findet vom 26. Juni bis zum 7. Juli statt. Die Jury unter Präsident Robert Aldrich wählt folgende Preisträger aus:
- Goldener Bär: Les Cousins von Claude Chabrol
- Bester Schauspieler: Jean Gabin in Archimède, le Clochard
- Beste Schauspielerin: Shirley MacLaine in Ask Any Girl
- Bester Regisseur: Akira Kurosawa für Die verborgene Festung

### Filmfestspiele von Venedig
Das Festival in Venedig findet vom 23. August bis zum 6. September statt. Die Jury vergibt folgende Preise:
- Goldener Löwe: Der falsche General von Roberto Rossellini und Der große Krieg von Mario Monicelli
- Bester Schauspieler: James Stewart in Anatomie eines Mordes
- Beste Schauspielerin: Madeleine Robinson in À double tour

### Deutscher Filmpreis
- Bester Film: Helden
- Beste Regie: Frank Wisbar für Hunde, wollt ihr ewig leben
- Bester Hauptdarsteller: O. W. Fischer für Helden
- Beste Nebendarstellerin: Hildegard Knef für Der Mann, der sich verkaufte
- Bester Nebendarsteller: Fritz Schmiedel für Der Mann, der sich verkaufte

### British Film Academy Award
- Bester Film: Der Weg nach oben von Jack Clayton
- Bester britischer Darsteller: Trevor Howard für Der Schlüssel
- Bester ausländischer Darsteller: Sidney Poitier für Flucht in Ketten
- Beste britische Darstellerin: Irene Worth für Der lautlose Krieg
- Beste ausländische Darstellerin: Simone Signoret für Der Weg nach oben

### Étoile de Cristal
- Bester Film: Der Bürger als Edelmann von Jean Meyer
- Bester Darsteller: Alain Cuny in Die Liebenden
- Beste Darstellerin: Pascale Audret in Wenn die Flut kommt
- Bester ausländischer Film: Das siebente Siegel von Ingmar Bergman
- Bester ausländischer Darsteller: Montgomery Clift in Die jungen Löwen
- Beste ausländische Darstellerin: Tatjana Samoilowa in Die Kraniche ziehen

### New York Film Critics Circle Award
- Bester Film: Ben Hur von William Wyler
- Beste Regie: Fred Zinnemann für Geschichte einer Nonne
- Bester Hauptdarsteller: James Stewart in Anatomie eines Mordes
- Beste Hauptdarstellerin: Audrey Hepburn in Geschichte einer Nonne
- Bester ausländischer Film: Sie küßten und sie schlugen ihn von François Truffaut

### National Board of Review
- Bester Film: Geschichte einer Nonne von Fred Zinnemann
- Beste Regie: Fred Zinnemann für Geschichte einer Nonne
- Bester Hauptdarsteller: Victor Sjöström in Wilde Erdbeeren
- Beste Hauptdarstellerin: Simone Signoret in Der Weg nach oben
- Bester Nebendarsteller: Hugh Griffith in Ben Hur
- Beste Nebendarstellerin: Edith Evans in Geschichte einer Nonne
- Bester fremdsprachiger Film: Wilde Erdbeeren von Ingmar Bergman

### Laurel Award
- Bestes Action-Drama: Die Wikinger von Richard Fleischer
  - Bester Action-Darsteller: Gary Cooper in Der Galgenbaum
- Bestes Drama: Solange es Menschen gibt von Douglas Sirk
  - Bester dramatischer Darsteller: Frank Sinatra in Verdammt sind sie alle
  - Beste dramatische Darstellerin: Elizabeth Taylor in Die Katze auf dem heißen Blechdach
- Beste Komödie: Hausboot von Melville Shavelson
  - Bester komödiantischer Darsteller: Cary Grant in Hausboot
  - Beste komödiantische Darstellerin: Rosalind Russell in Die tolle Tante
- Bestes Musical: Gigi von Vincente Minnelli
  - Bester Musical-Darsteller: Pat Boone in Blaue Nächte
  - Beste Musical-Darstellerin: Leslie Caron in Gigi
- Bester Unterhaltungsfilm: Die tolle Tante von Morton DaCosta

### Weitere Filmpreise und Auszeichnungen
- Deutscher Kritikerpreis: Frank Wisbar
- Directors Guild of America Award: Vincente Minnelli für Gigi, Frank Capra und George Sidney (jeweils Preise für ihr Lebenswerk)
- Astor de Oro: Wilde Erdbeeren von Ingmar Bergman
- Ernst-Lubitsch-Preis: Heinz Rühmann für Ein Mann geht durch die Wand
- Louis-Delluc-Preis: Man begräbt am Sonntag nicht von Michel Drach
- Nastro d’Argento: Und draußen lauert die Sünde von Pietro Germi und Wege zum Ruhm von Stanley Kubrick
- Photoplay Award: Bettgeflüster von Michael Gordon (Bester Film), Rock Hudson (populärster männlicher Star), Doris Day (populärster weiblicher Star)
- Preis der deutschen Filmkritik: Helden von Franz Peter Wirth
- Festival Internacional de Cine de Donostia-San Sebastián: Geschichte einer Nonne von Fred Zinnemann (Goldene Muschel)
- Writers Guild of America Award: Gigi (Bestes Musical), Flucht in Ketten (Bestes Drama), Jakobowsky und der Oberst (Beste Komödie), Nunnally Johnson (Lebenswerk)

## Geburtstage

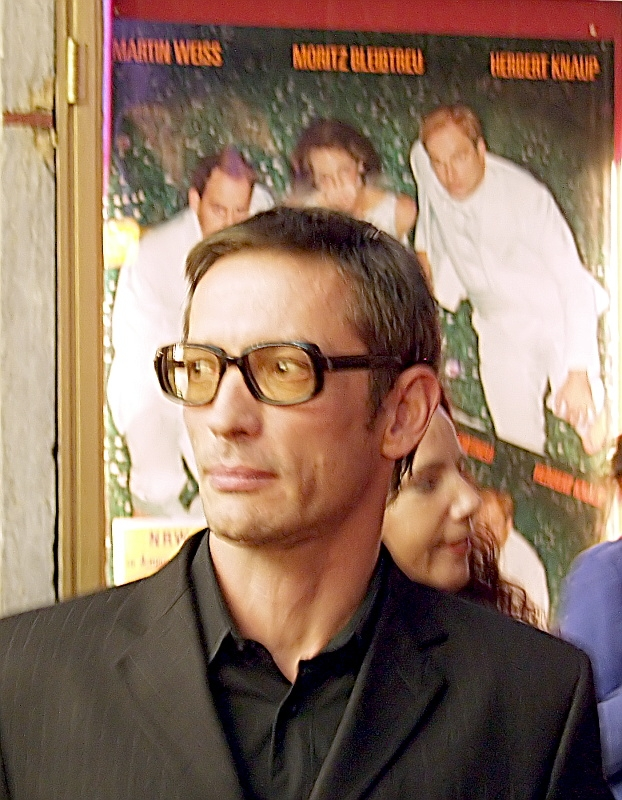
Oskar Roehler (* 21. Januar)

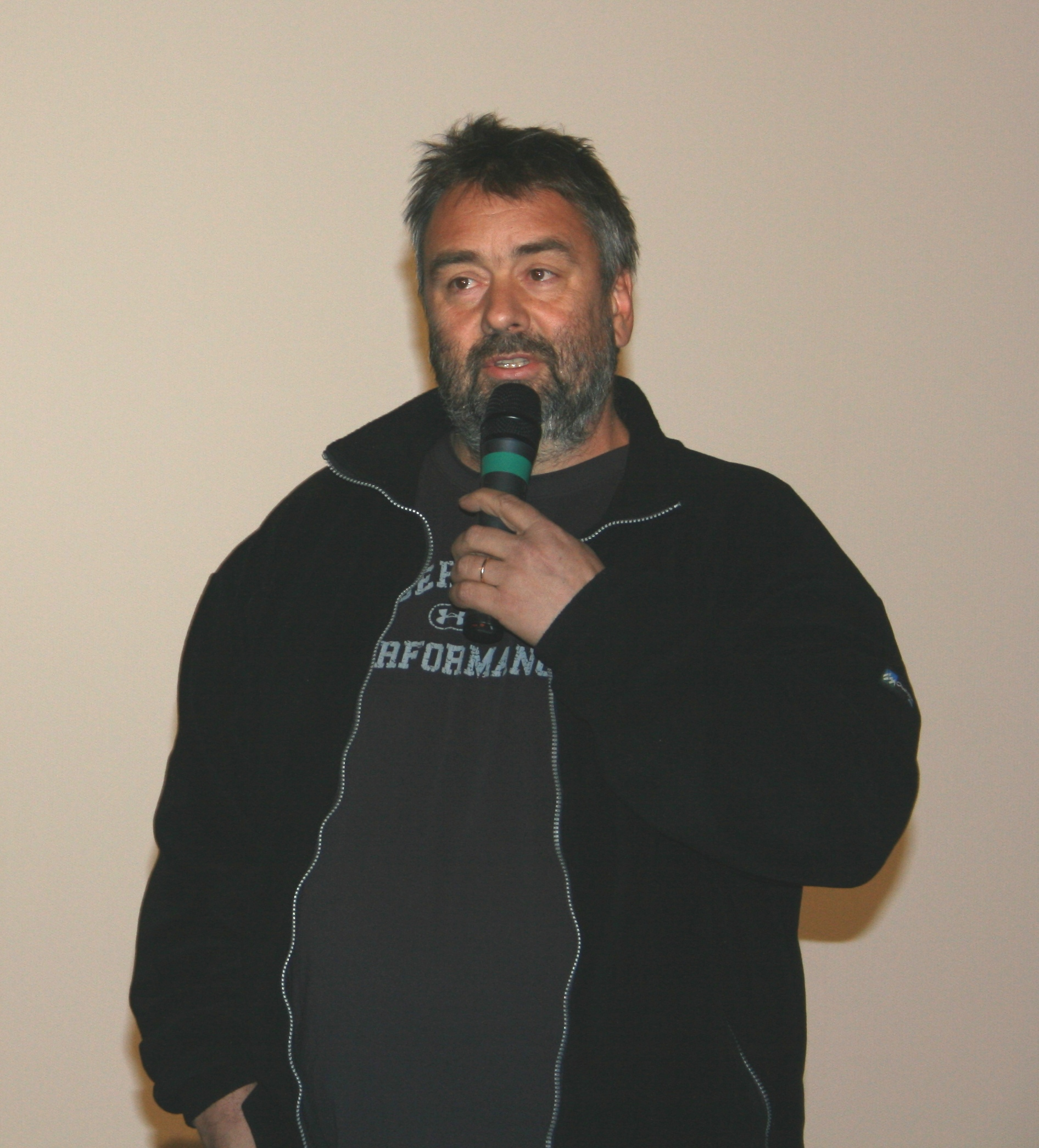
Luc Besson (* 18. März)

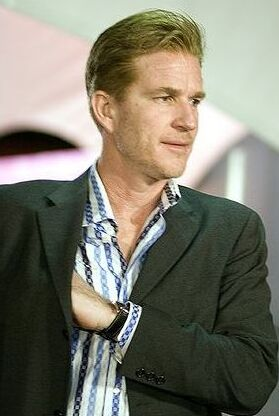
Matthew Modine (* 22. März)

### Januar bis März
Januar
- 04. Januar: Stefano Gabrini, italienischer Schauspieler, Regisseur und Drehbuchautor
- 04. Januar: Vanity, kanadische Schauspielerin († 2016)
- 05. Januar: Clancy Brown, US-amerikanischer Schauspieler
- 08. Januar: Martin Langer, deutscher Kameramann
- 12. Januar: Ralf Moeller, deutsch-amerikanischer Bodybuilder und Schauspieler
- 17. Januar: Adele Neuhauser, österreichische Schauspielerin
- 21. Januar: Oskar Roehler, deutscher Regisseur
- 22. Januar: Linda Blair, US-amerikanische Schauspielerin
- 22. Januar: Tyrone Power Jr., US-amerikanischer Schauspieler
- 25. Januar: Toni Servillo, italienischer Schauspieler und Theaterregisseur
- 26. Januar: Nuri Bilge Ceylan, türkischer Regisseur, Drehbuchautor und Produzent
- 28. Januar: Frank Darabont, US-amerikanischer Regisseur
- 29. Januar: Volker Herold, deutscher Schauspieler und Regisseur
- 31. Januar: Kelly Lynch, US-amerikanische Schauspielerin

Februar
- 01. Februar: Barbara Auer, deutsche Schauspielerin
- 03. Februar: Ferzan Özpetek, türkisch-italienischer Regisseur
- 08. Februar: Mark Kuhn, Schweizer Schauspieler
- 11. Februar: Jeffrey Meek, US-amerikanischer Schauspieler
- 14. Februar: Tsitsi Dangarembga, simbabwische Autorin und Filmemacherin
- 18. Februar: Jayne Atkinson, US-amerikanische Schauspielerin
- 22. Februar: Kyle MacLachlan, US-amerikanischer Schauspieler
- 22. Februar: Margarethe Tiesel, österreichische Schauspielerin
- 25. Februar: Johannes Herrschmann, deutscher Schauspieler

März
- 01. März: Laura Karpman, US-amerikanische Komponistin
- 05. März: Talia Balsam, US-amerikanische Schauspielerin
- 06. März: Tom Arnold, US-amerikanischer Schauspieler
- 07. März: Donna Murphy, US-amerikanische Schauspielerin
- 07. März: Nick Searcy, US-amerikanischer Schauspieler
- 08. März: Aidan Quinn, US-amerikanischer Schauspieler
- 09. März: Tom Amandes, US-amerikanischer Schauspieler
- 09. März: Christopher Fairbank, britischer Schauspieler
- 09. März: Rodney A. Grant, US-amerikanischer Schauspieler
- 14. März: Laila Robins, US-amerikanische Schauspielerin
- 15. März: Renny Harlin, finnischer Regisseur
- 18. März: Luc Besson, französischer Regisseur
- 18. März: Irene Cara, US-amerikanische Schauspielerin († 2022)
- 19. März: Anthony Marinelli, US-amerikanischer Komponist
- 22. März: Matthew Modine, US-amerikanischer Schauspieler
- 23. März: Catherine Keener, US-amerikanische Schauspielerin

### April bis Juni
April

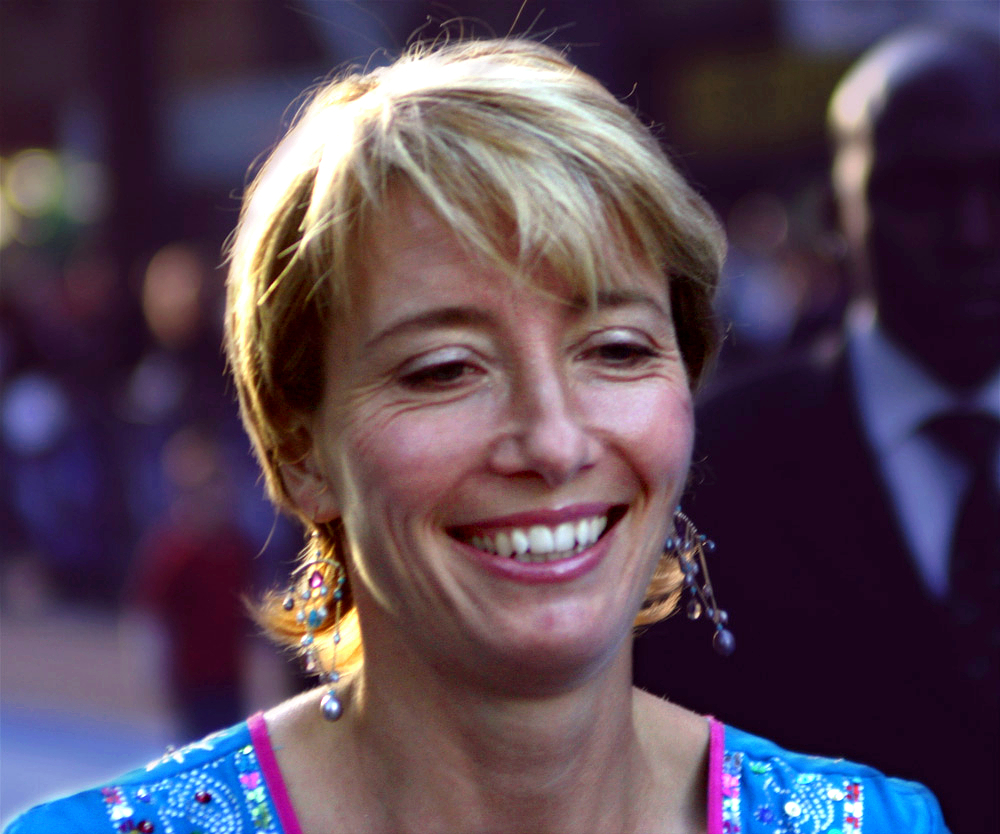
Emma Thompson (* 15. April)

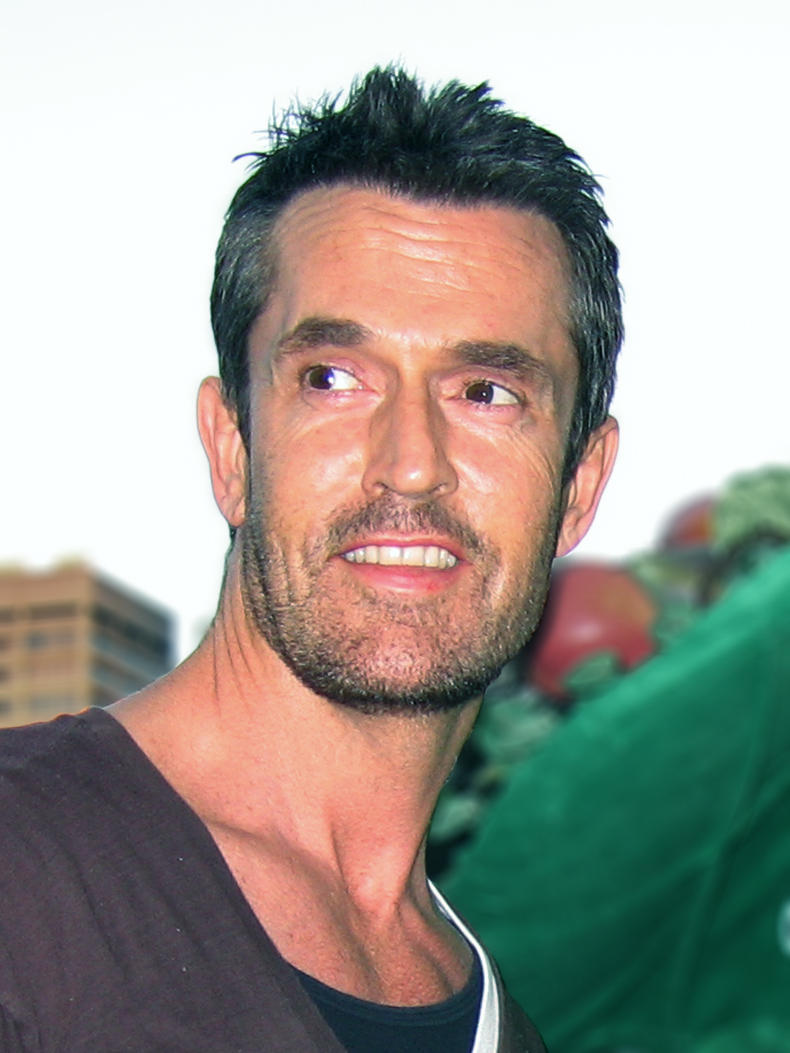
Rupert Everett (* 29. Mai)

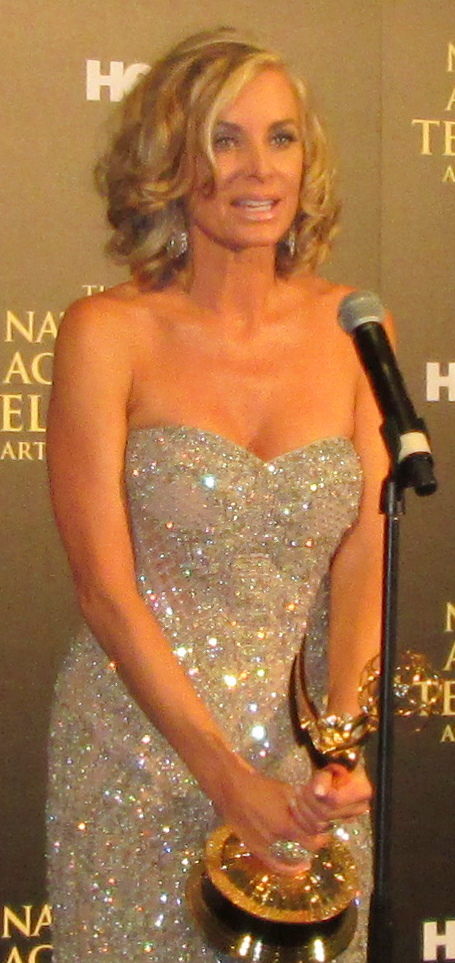
Eileen Davidson (* 15. Juni)

- 01. April: Rob Bottin, US-amerikanischer Maskenbildner
- 03. April: David Hyde Pierce, US-amerikanischer Schauspieler
- 04. April: Phil Morris, US-amerikanischer Schauspieler
- 07. April: Philip Gröning, deutscher Dokumentarfilmer
- 09. April: Fred Dekker, US-amerikanischer Regisseur und Drehbuchautor
- 15. April: Emma Thompson, britische Schauspielerin
- 15. April: Thomas F. Wilson, US-amerikanischer Schauspieler
- 17. April: Sean Bean, britischer Schauspieler
- 19. April: Patricia Charbonneau, US-amerikanische Schauspielerin
- 20. April: James Wong, US-amerikanischer Produzent, Drehbuchautor und Regisseur
- 20. April: Clint Howard, US-amerikanischer Schauspieler
- 24. April: Glenn Morshower, US-amerikanischer Schauspieler
- 25. April: Dominique Blanc, französische Schauspielerin

Mai
- 02. Mai: Lone Scherfig, dänische Regisseurin und Drehbuchautorin
- 02. Mai: Brian Tochi, US-amerikanischer Schauspieler
- 04. Mai: Anthony Calf, britischer Schauspieler
- 04. Mai: Inger Nilsson, schwedische Schauspielerin
- 07. Mai: Lynsey Baxter, britische Schauspielerin
- 09. Mai: Ulrich Matthes, deutscher Schauspieler
- 10. Mai: Victoria Rowell, US-amerikanische Schauspielerin
- 12. Mai: Ving Rhames, US-amerikanischer Schauspieler
- 13. Mai: Simon Duggan, neuseeländischer Kameramann
- 13. Mai: Andreas Wimberger, österreichischer Schauspieler († 2019)
- 14. Mai: Brett Leonard, US-amerikanischer Regisseur und Drehbuchautor
- 16. Mai: Mare Winningham, US-amerikanische Schauspielerin
- 16. Mai: Guy Zerafa, kanadischer Musiker und Komponist
- 20. Mai: Bronson Pinchot, US-amerikanischer Schauspieler
- 21. Mai: Nick Cassavetes, US-amerikanischer Schauspieler
- 21. Mai: Adriana Ozores, spanische Schauspielerin
- 22. Mai: Linda Emond, US-amerikanische Schauspielerin
- 26. Mai: Ole Bornedal, dänischer Regisseur
- 26. Mai: Kevin Gage, US-amerikanischer Schauspieler
- 29. Mai: Rupert Everett, britischer Schauspieler
- 29. Mai: Adrian Paul, britischer Schauspieler

Juni
- 06. Juni: Rainer Kaufmann, deutscher Regisseur
- 06. Juni: Neal H. Moritz, US-amerikanischer Produzent
- 08. Juni: Bernard White, US-amerikanischer Schauspieler
- 10. Juni: Tim Van Patten, US-amerikanischer Schauspieler, Regisseur, Drehbuchautor und Produzent
- 11. Juni: Hugh Laurie, britischer Schauspieler
- 15. Juni: Eileen Davidson, US-amerikanische Schauspielerin
- 16. Juni: John Franklin, US-amerikanischer Schauspieler
- 26. Juni: Leander Haußmann, deutscher Regisseur und Schauspieler
- 27. Juni: Janusz Kamiński, polnischer Kameramann
- 30. Juni: Vincent D’Onofrio, US-amerikanischer Schauspieler

### Juli bis September
Juli

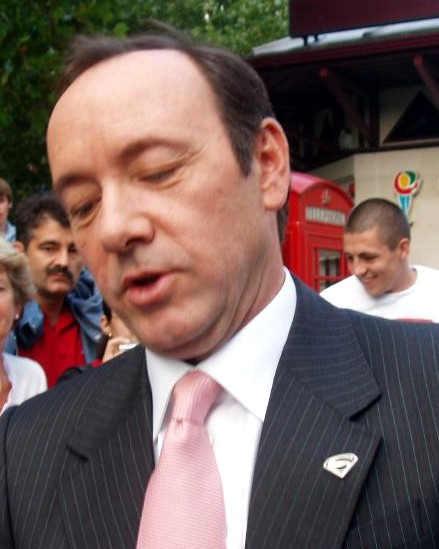
Kevin Spacey (* 26. Juli)

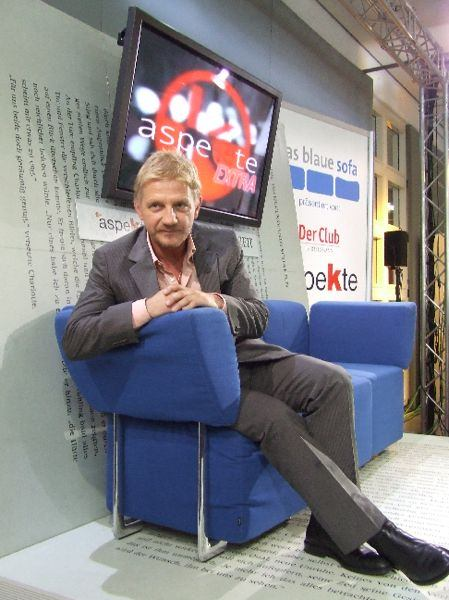
Sönke Wortmann (* 25. August)

- 01. Juli: Dale Midkiff, US-amerikanischer Schauspieler
- 04. Juli: Victoria Abril, spanische Schauspielerin
- 07. Juli: Billy Campbell, US-amerikanischer Schauspieler
- 07. Juli: Piergiorgio Gay, italienischer Regisseur und Drehbuchautor
- 07. Juli: Frank Röth, deutscher Schauspieler, Synchronsprecher und Autor
- 08. Juli: Robert Knepper, US-amerikanischer Schauspieler
- 11. Juli: Tobias Moretti, österreichischer Schauspieler
- 12. Juli: Charlie Murphy, US-amerikanischer Schauspieler († 2017)
- 19. Juli: Juan José Campanella, argentinischer Regisseur und Drehbuchautor
- 24. Juli: Saskia Vester, deutsche Schauspielerin
- 26. Juli: Kevin Spacey, US-amerikanischer Schauspieler
- 28. Juli: Bruno Pupparo, italienischer Tonmeister († 2009)
- 29. Juli: Sanjay Dutt, indischer Schauspieler

August
- 03. August: John C. McGinley, US-amerikanischer Schauspieler und Produzent
- 10. August: Rosanna Arquette, US-amerikanische Schauspielerin
- 12. August: Mike Hopkins, neuseeländischer Filmton-Editor († 2012)
- 14. August: Marcia Gay Harden, US-amerikanische Schauspielerin
- 16. August: Leonard Retel Helmrich, niederländisch-indonesischer Regisseur und Dokumentarfilmer († 2023)
- 25. August: Sönke Wortmann, deutscher Regisseur
- 27. August: Peter Mensah, kanadischer Schauspieler
- 28. August: John Allen Nelson, US-amerikanischer Schauspieler
- 28. August: Brian Thompson, US-amerikanischer Schauspieler

September
- 07. September: James Schamus, US-amerikanischer Drehbuchautor und Produzent
- 10. September: Lutz Hachmeister, deutscher Journalist, Hochschullehrer für Journalistik, Sachbuchautor, Filmregisseur und Filmproduzent († 2024)
- 11. September: John Hawkes, US-amerikanischer Schauspieler
- 14. September: Mary Crosby, US-amerikanische Schauspielerin
- 18. September: Mark Romanek, US-amerikanischer Regisseur
- 19. September: Tammy Locke, US-amerikanische Sängerin und Schauspielerin
- 23. September: Jason Alexander, US-amerikanischer Schauspieler
- 23. September: Elizabeth Peña, US-amerikanische Schauspielerin († 2014)
- 24. September: Cara Silverman, US-amerikanische Filmeditorin († 2014)
- 26. September: Christian Wagner, deutscher Filmregisseur
- 30. September: Debrah Farentino, US-amerikanische Schauspielerin

### Oktober bis Dezember
Oktober

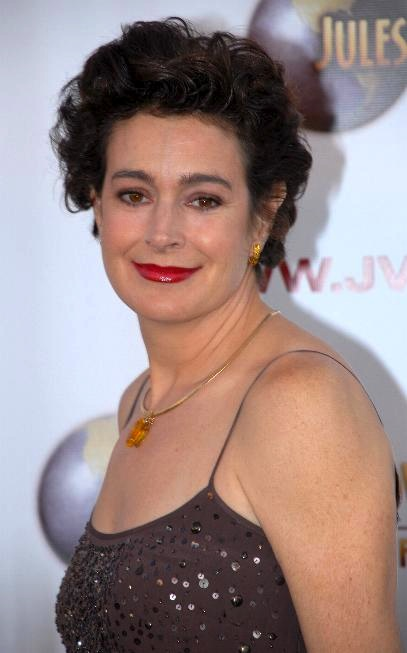
Sean Young (* 20. November)

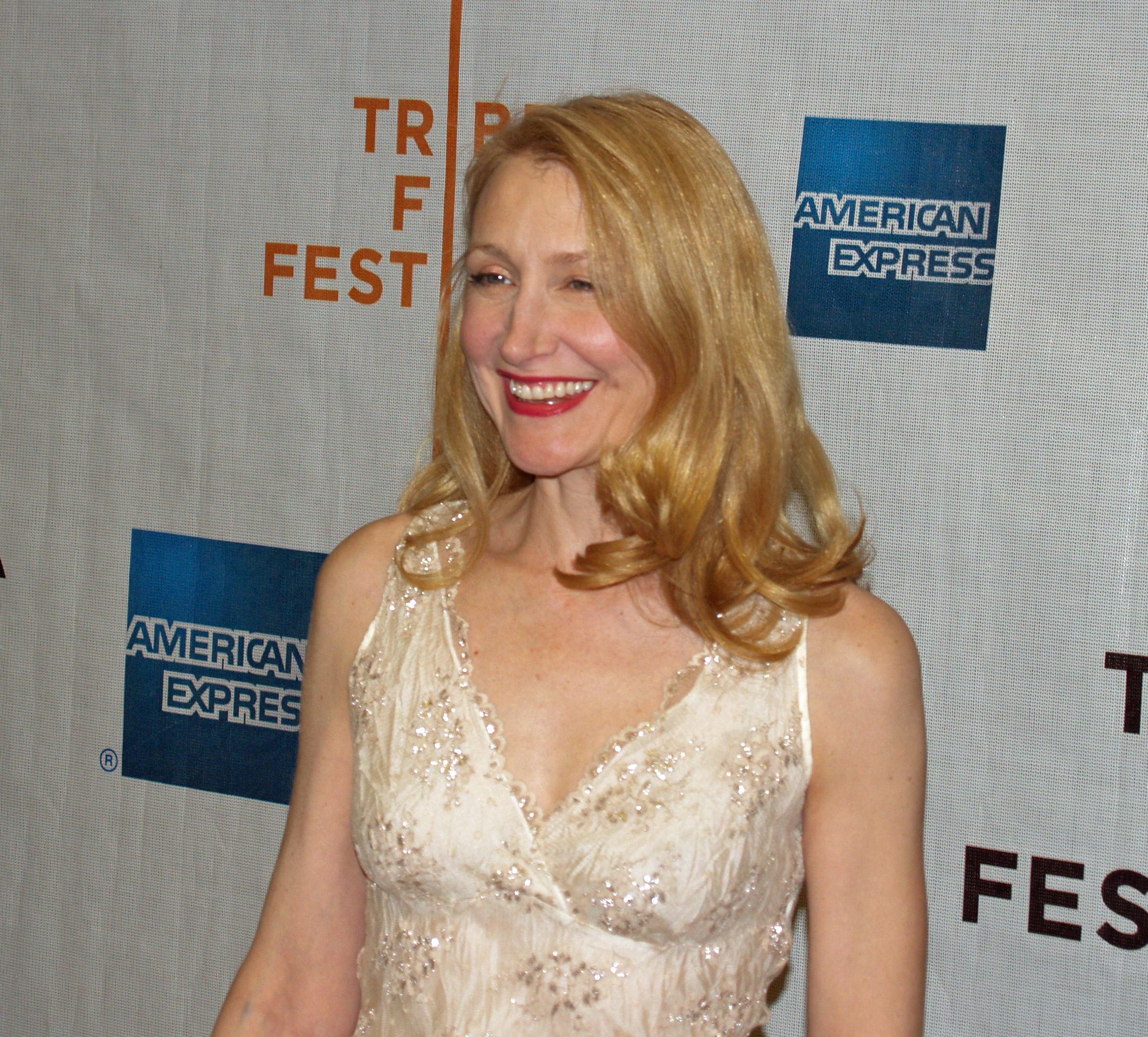
Patricia Clarkson (* 29. Dezember)

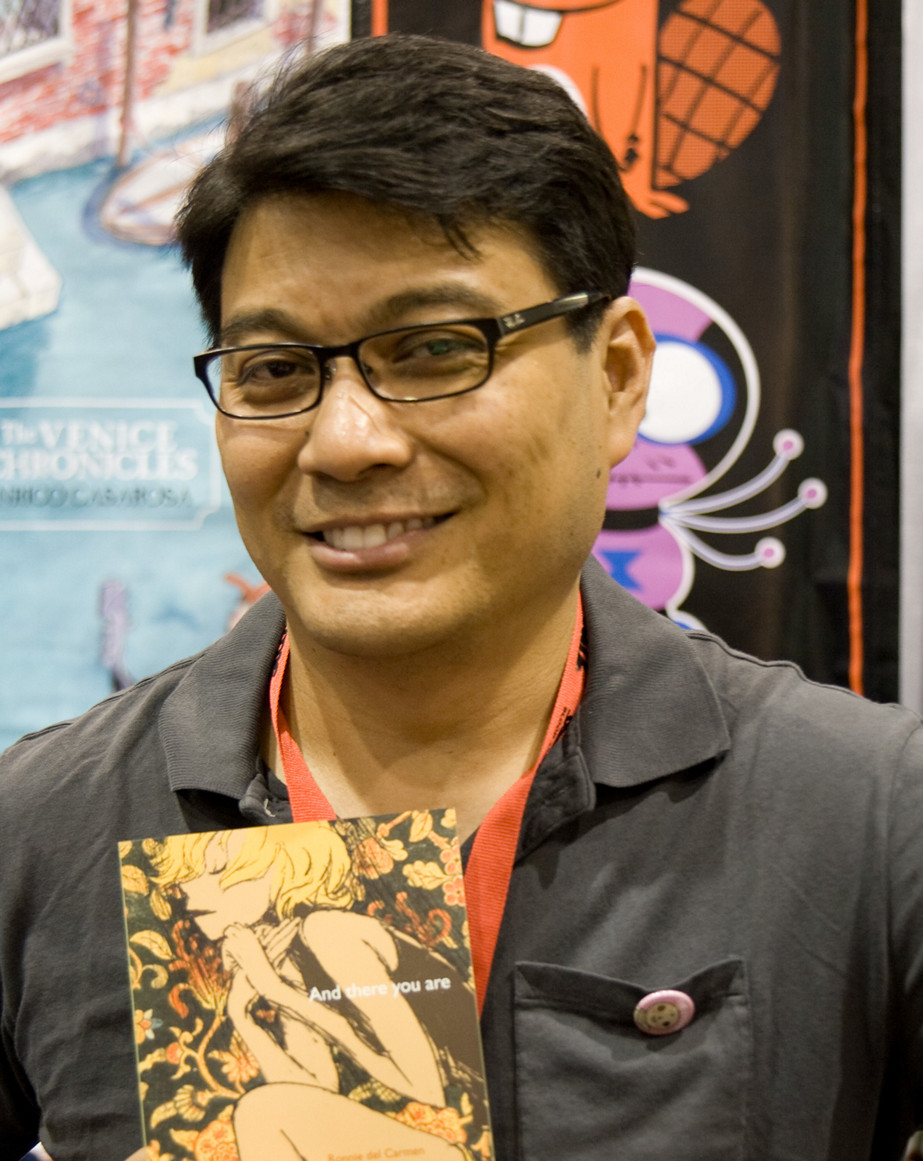
Ronnie del Carmen (* 31. Dezember)

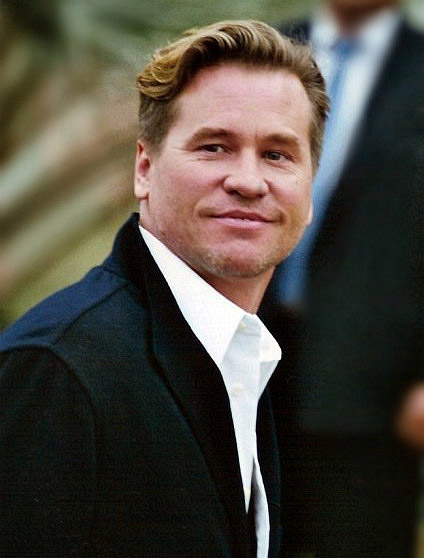
Val Kilmer (* 31. Dezember)

- 07. Oktober: Dylan Baker, US-amerikanischer Schauspieler
- 07. Oktober: Gary Scott Thompson, US-amerikanischer Produzent
- 10. Oktober: Julia Sweeney, US-amerikanische Schauspielerin
- 10. Oktober: Bradley Whitford, US-amerikanischer Schauspieler
- 15. Oktober: Todd Solondz, US-amerikanischer Regisseur
- 16. Oktober: Andres Veiel, deutscher Dokumentarfilmer
- 17. Oktober: Norm MacDonald, kanadischer Schauspieler († 2021)
- 18. Oktober: Milčo Mančevski, mazedonischer Regisseur
- 21. Oktober: Tony Ganios, US-amerikanischer Schauspieler († 2024)
- 21. Oktober: Ken Watanabe, japanischer Schauspieler
- 22. Oktober: Marc Lawrence, US-amerikanischer Drehbuchautor und Regisseur
- 22. Oktober: Alexander Lhotzky, österreichischer Schauspieler († 2016)
- 23. Oktober: Sam Raimi, US-amerikanischer Regisseur
- 26. Oktober: Dana Kimmell, US-amerikanische Schauspielerin
- 29. Oktober: Martin Ploderer, österreichischer Schauspieler
- 30. Oktober: Richard LaGravenese, US-amerikanischer Drehbuchautor
- 31. Oktober: Geoffrey Edwards, US-amerikanischer Drehbuchautor und Regisseur

November
- 02. November: Peter Mullan, britischer Schauspieler
- 03. November: Hal Hartley, US-amerikanischer Regisseur und Drehbuchautor
- 04. November: Ken Kirzinger, US-amerikanischer Schauspieler
- 04. November: Deborah Rennard, US-amerikanische Schauspielerin
- 10. November: Mackenzie Phillips, US-amerikanische Schauspielerin
- 13. November: Caroline Goodall, britische Schauspielerin
- 15. November: Jeff Pollack, US-amerikanischer Regisseur und Produzent († 2013)
- 17. November: William R. Moses, US-amerikanischer Schauspieler
- 18. November: Ulrich Noethen, deutscher Schauspieler
- 19. November: Allison Janney, US-amerikanische Schauspielerin
- 20. November: Sean Young, US-amerikanische Schauspielerin
- 23. November: Maxwell Caulfield, britischer Schauspieler
- 26. November: Jamie Rose, US-amerikanische Schauspielerin
- 28. November: Judd Nelson, US-amerikanischer Schauspieler
- 30. November: Eamonn Walker, britischer Schauspieler

Dezember
- 01. Dezember: Sylvia Haider, österreichische Schauspielerin und Drehbuchautorin.
- 03. Dezember: Michael Glawogger, österreichischer Regisseur, Drehbuchautor und Kameramann († 2014)
- 04. Dezember: Nico Hofmann, deutscher Regisseur
- 09. Dezember: Mario Cantone, US-amerikanischer Schauspieler
- 11. Dezember: Tom Shadyac, US-amerikanischer Regisseur
- 13. Dezember: Johnny Whitaker, US-amerikanischer Schauspieler
- 19. Dezember: Frank Zagarino, US-amerikanischer Schauspieler
- 21. Dezember: Sergio Rubini, italienischer Schauspieler
- 21. Dezember: Corinne Touzet, französische Schauspielerin
- 24. Dezember: Lee Daniels, US-amerikanischer Produzent, Regisseur und Schauspieler
- 24. Dezember: Lem Dobbs, britischer Drehbuchautor
- 27. Dezember: Robert Hofferer, österreichischer Produzent
- 29. Dezember: Patricia Clarkson, US-amerikanische Schauspielerin
- 31. Dezember: Ronnie del Carmen, philippinischer Animator, Regisseur und Drehbuchautor
- 31. Dezember: Val Kilmer, US-amerikanischer Schauspieler († 2025)

### Tag unbekannt
- Markus Kissling, schweizerischer Schauspieler

## Verstorbene

### Januar bis März

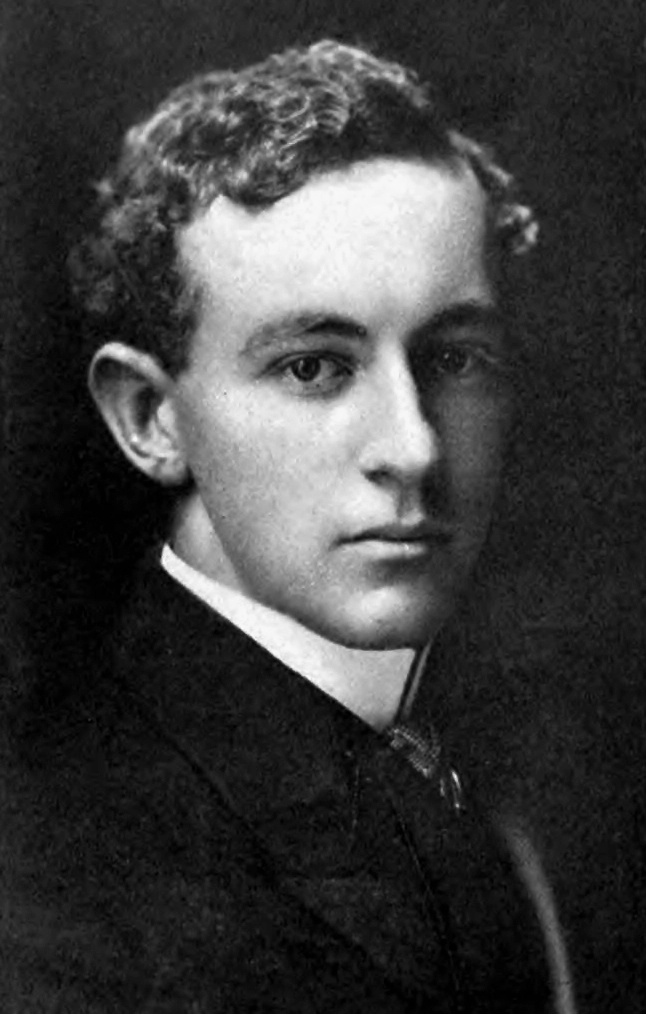
Cecil B. DeMille († 21. Januar)

- 21. Januar: Cecil B. DeMille, US-amerikanischer Regisseur und Produzent (* 1881)
- 21. Januar: Carl Switzer, US-amerikanischer Schauspieler (* 1927)

- 01. Februar: Frank Shannon, US-amerikanischer Schauspieler (* 1874)
- 04. Februar: Una O’Connor, irische Schauspielerin (* 1880)
- 13. Februar: William Axt, US-amerikanischer Komponist (* 1888)
- 28. Februar: Maxwell Anderson, US-amerikanischer Dramatiker (* 1888)

- 06. März: Guido Brignone, italienischer Schauspieler und Regisseur (* 1886)
- 26. März: Raymond Chandler, US-amerikanischer Schriftsteller und Drehbuchautor (* 1888)

### April bis Juni

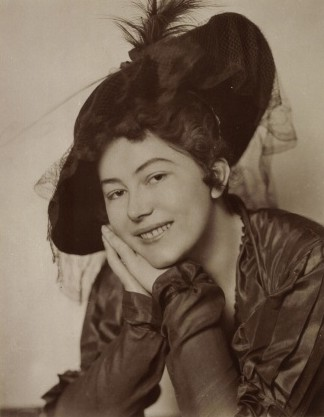
Mechthildis Thein († 13. Mai)

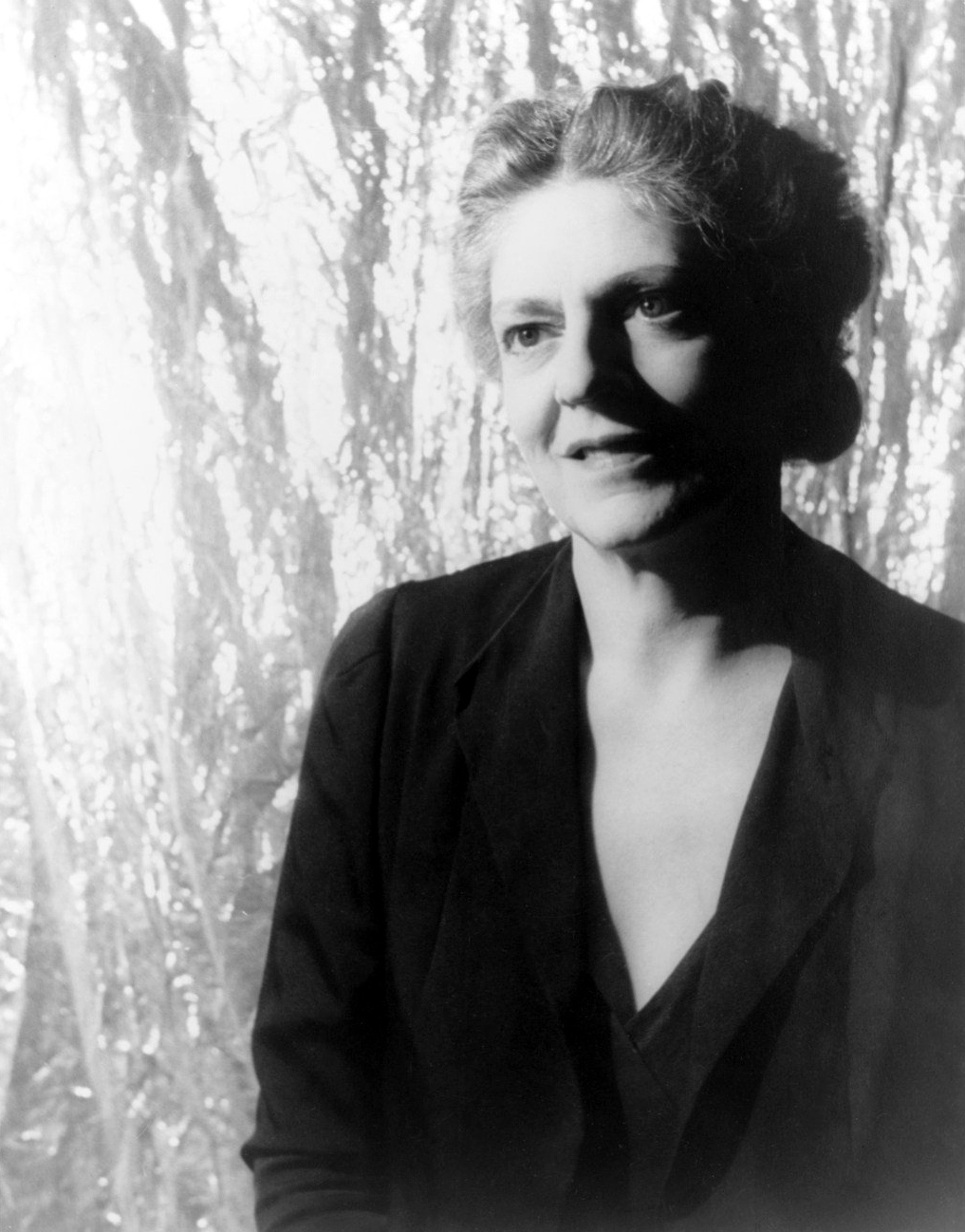
Ethel Barrymore († 18. Juni)

- 01. April: Duke R. Lee, US-amerikanischer Schauspieler (* 1881)
- 02. April: Benjamin Christensen, dänischer Regisseur (* 1879)
- 12. April: James Gleason, US-amerikanischer Schauspieler (* 1882)
- 14. April: Julien Josephson, US-amerikanischer Drehbuchautor (* 1881)
- 17. April: Cecil Cunningham, US-amerikanische Schauspielerin (* 1888)
- 18. April: Irving Cummings, US-amerikanischer Schauspieler und Regisseur (* 1888)
- 28. April: Franz Koch, deutscher Kameramann (* 1898)

- 11. Mai: Marcella Albani, italienische Schauspielerin (* 1899)
- 13. Mai: Mechthildis Thein, deutsche Schauspielerin (* 1888)
- 17. Mai: George Albert Smith, britischer Filmpionier (* 1864)

- 01. Juni: Lyda Borelli, italienische Schauspielerin (* 1884)
- 04. Juni: Charles Vidor, österreichisch-amerikanischer Regisseur (* 1900)
- 14. Juni: Joe Stöckel, deutscher Regisseur, Drehbuchautor und Schauspieler (* 1894)
- 16. Juni: George Reeves, US-amerikanischer Schauspieler (* 1914)
- 18. Juni: Ethel Barrymore, US-amerikanische Schauspielerin (* 1879)
- 27. Juni: Giovanni Pastrone, italienischer Regisseur (* 1883)
- 28. Juni: Hermann Leopoldi, österreichischer Komponist und Kabarettist (* 1888)

### Juli bis September
- 21. Juli: Erika Glässner, deutsche Schauspielerin (* 1890)
- 28. Juli: Clemens Hasse, deutscher Schauspieler (* 1908)

- 05. August: G. Pat Collins, US-amerikanischer Schauspieler (* 1895)
- 06. August: Preston Sturges, US-amerikanischer Regisseur und Drehbuchautor (* 1898)
- 27. August: Fred Jackman, US-amerikanischer Kameramann, Regisseur und Spezialeffekttechniker (* 1881)

- 04. September: Hubert Clifford, britischer Komponist (* 1904)
- 06. September: Edmund Gwenn, britischer Schauspieler (* 1877)
- 06. September: Kay Kendall, britische Schauspielerin (* 1926)
- 12. September: Heinz Klingenberg, deutscher Schauspieler (* 1905)
- 13. September: Gilbert Adrian, US-amerikanischer Kostümbildner (* 1903)
- 14. September: Wayne Morris, US-amerikanischer Schauspieler (* 1914)
- 27. September: Helena Pickard, britische Schauspielerin (* 1900)
- 30. September: Johannes Riemann, deutscher Schauspieler (* 1888)

### Oktober bis Dezember

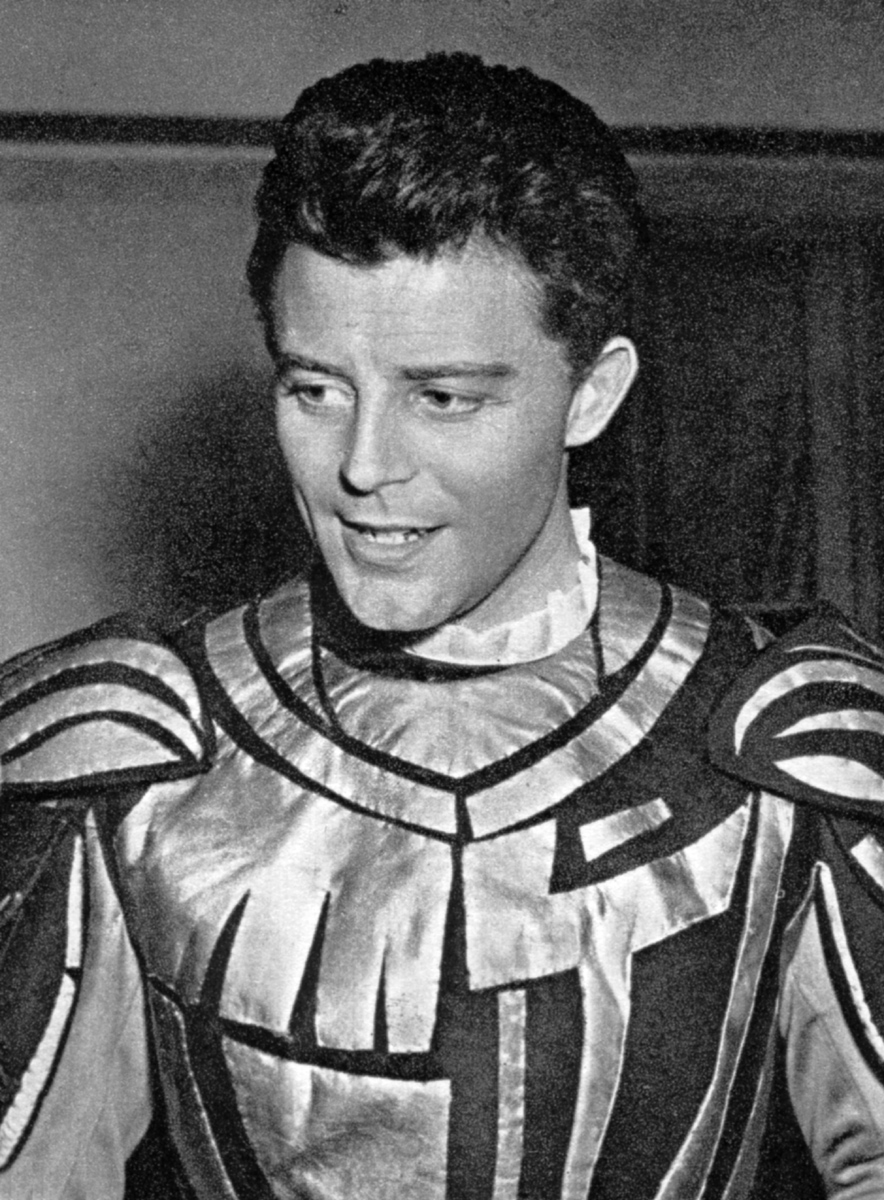
Gérard Philipe († 25. November)

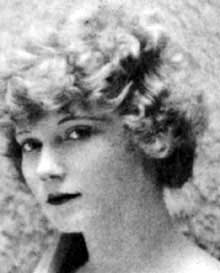
Gilda Gray († 22. Dezember)

- 01. Oktober: Emil Hegetschweiler, schweizerischer Schauspieler (* 1887)
- 07. Oktober: Mario Lanza, US-amerikanischer Opernsänger und Schauspieler (* 1921)
- 14. Oktober: Errol Flynn, australischer Schauspieler (* 1909)
- 18. Oktober: Helmuth Gmelin, deutscher Schauspieler und Theaterleiter (* 1891)
- 20. Oktober: Werner Krauß, deutscher Schauspieler (* 1884)
- 21. Oktober: Wilhelm von Kaufmann, deutscher Produzent (* 1888)
- 23. Oktober: Gerda Lundequist, schwedische Schauspielerin (* 1871)

- 07. November: Victor McLaglen, US-amerikanischer Schauspieler (* 1886)
- 21. November: Max Baer, US-amerikanischer Boxer und Schauspieler (* 1909)
- 25. November: Jean Grémillon, französischer Regisseur (* 1901)
- 25. November: Gérard Philipe, französischer Schauspieler (* 1922)

- 07. Dezember: Charlie Hall, US-amerikanischer Schauspieler (* 1899)
- 13. Dezember: Jules Kruger, elsässischer Kameramann (* 1891)
- 22. Dezember: Gilda Gray, US-amerikanische Tänzerin und Schauspielerin (* 1901)
- 24. Dezember: Edmund Goulding, britischer Regisseur (* 1891)